# Чеботарь, Александр Мирчевич
Алекса́ндр Ми́рчевич Чебота́рь (род. 22 марта 1949, Кирово, Курганская область) — кандидат технических наук, переводчик, член Московской городской организации Союза писателей России (МГО СПР)

## Биография
Александр Мирчевич Чеботарь родился 22 марта 1949 года в посёлке Кирово Шмаковского сельсовета Белозерского района Курганской области, ныне деревня входит в Белозерский муниципальный округ той же области.
Детство и юность вместе с родителями провёл в Молдавской ССР.
В 1966 году поступил в Московский институт тонкой химической технологии (МИТХТ) имени М. В. Ломоносова. В 1975 г. получил степень кандидата технических наук, защитив диссертацию на тему: «Исследование технологии изделий из волокнистых карбопластов». Много лет проработал в Научно-производственном объединении (НПО) «Пластик» (Москва).
Живёт и работает в Москве.

## Творческая деятельность
В начале 1990-х годов занялся переводами зарубежной (в частности — американской) драматургии. В период с 1991 по 2010 годы перевёл порядка 80 пьес (большую часть — со своим другом Виталием Яковлевичем Вульфом, с которым они познакомились в 1972 году). 25 из них поставлены на сцене таких московских театров, как: МХТ им. Чехова, Малый театр, «Современник» («Предупреждение малым кораблям»), Московский академический театр имени Владимира Маяковского, Театр имени Моссовета, МДТ имени Гоголя, Театр кукол имени С. В. Образцова, Московский драматический театр под руководством Армена Джигарханяна, Московский драматический театр на Малой Бронной («Три высокие женщины»), а также в театрах многих городов России, Украины и Белоруссии.
В 2001 году издательствами «ОЛМА-ПРЕСС», «Авантитул», «Подкова» и «БСГ-Пресс» были выпущены проза, пьесы и мемуары Теннесси Уильямса в переводе Александра Чеботаря, Виталия Вульфа и Александра Дорошевича. Переводы стихотворных текстов в этих книгах были выполнены дочерью Александра Чеботаря Серафимой Чеботарь.

## Семья
- Жена Надежда Борисовна Ушакова, дочь Бориса Сергеевича Ушакова
- Дочь Серафима Александровна Чеботарь, журналист, очеркист, писатель.

## Список работ
- Теннеси Уильямс, «Что-то смутно, что-то ясно», Москва, изд-ва «Авантитул» и «ОЛМА-Пресс», 2001
- Теннеси Уильямс, «Рыцарь ночного образа», проза, изд-ва ««Авантитул» и «ОЛМА-Пресс», 2001
- Теннеси Уильямс, «Мемуары», изд-ва «Авантитул» и «ОЛМА-Пресс», 2001
- Теннеси Уильямс, «Что-то смутно, что-то ясно», Москва, изд-ва «Подкова» и «БСГ-Пресс», 2001
- Теннеси Уильямс, «Рыцарь ночного образа», проза, изд-ва «Подкова» и «БСГ-Пресс», 2001
- Теннеси Уильямс, «Мемуары», изд-ва «Подкова» и «БСГ-Пресс», 2001.